# Bladlav

Tvärsnittsdiagram över Bladlav med lager: 1. Övre barkskikt; 2. Algskikt; 3. Märg; 4. Undre barkskikt; 5. Rhiziner

Bladlav (Foliose lichen) är en typ av lav som är bladlik och fäster med rotliknande utväxter från underbarken. Bladlavar är komplexa organismer som uppstår genom det symbiotiska förhållandet mellan svampar och en fotosyntetisk partner, vanligtvis alger. Detta partnerskap tillåter lavar att leva i klimat som kan variera från kalla, torra berg till våta varma dalar. Bladlavar utvecklas långsamt med tillväxthastigheter på 0,01–27 mm / år beroende på art. Deras livslängd är i genomsnitt 30 till 60 år.

## Utseende
Bladlavarna har större flikar eller lober än andra lavar. Blåslaven är mycket vanlig, och växer ofta på grenar och trädstammar. Bladlavarna lossnar ganska lätt från underlaget, och är lättare att samla in än skorplavarna. Lunglaven har stora flikar, och växer på marken.    

## Reaktioner
Det finns en direkt korrelation mellan föroreningar, överflöd och distribution av lavar. Bladlavar är extremt känsliga för svaveldioxid, vilket är en biprodukt av atmosfärisk förorening. Svaveldioxid reagerar med klorofyll i lavar, som producerar feofytin och magnesiumjoner. När denna reaktion inträffar i växter får laven mindre klorofyll och orsakar en minskning av andningen som så småningom dödar laven (Hill 831–836). 

## Lavar som tillhör gruppen bladlavar
- Blemlav (Phlyctis argena)
- Blåslav (Hypogymnia physodes)
- Färglav (Parmelia saxatilis)
- Islandslav (Cetraria islandica)
- Jaguarfläck (Arthothelium ruanum)
- Jättelav (Lobaria amplissima)
- Lunglavar (Lobaria)
- Näverlav (Platismatia glauca)
- Platt nordporlav (Pertusaria pupillaris)
- Praktssköldlav eller Grå Bladlav (Parmotrema chinense)
- Pukstocklav (Hypogymnia tubulosa)
- Skrynkellav (Parmelia sulcata)
- Skuggkranslav (Phaeophyscia endophoenicea)

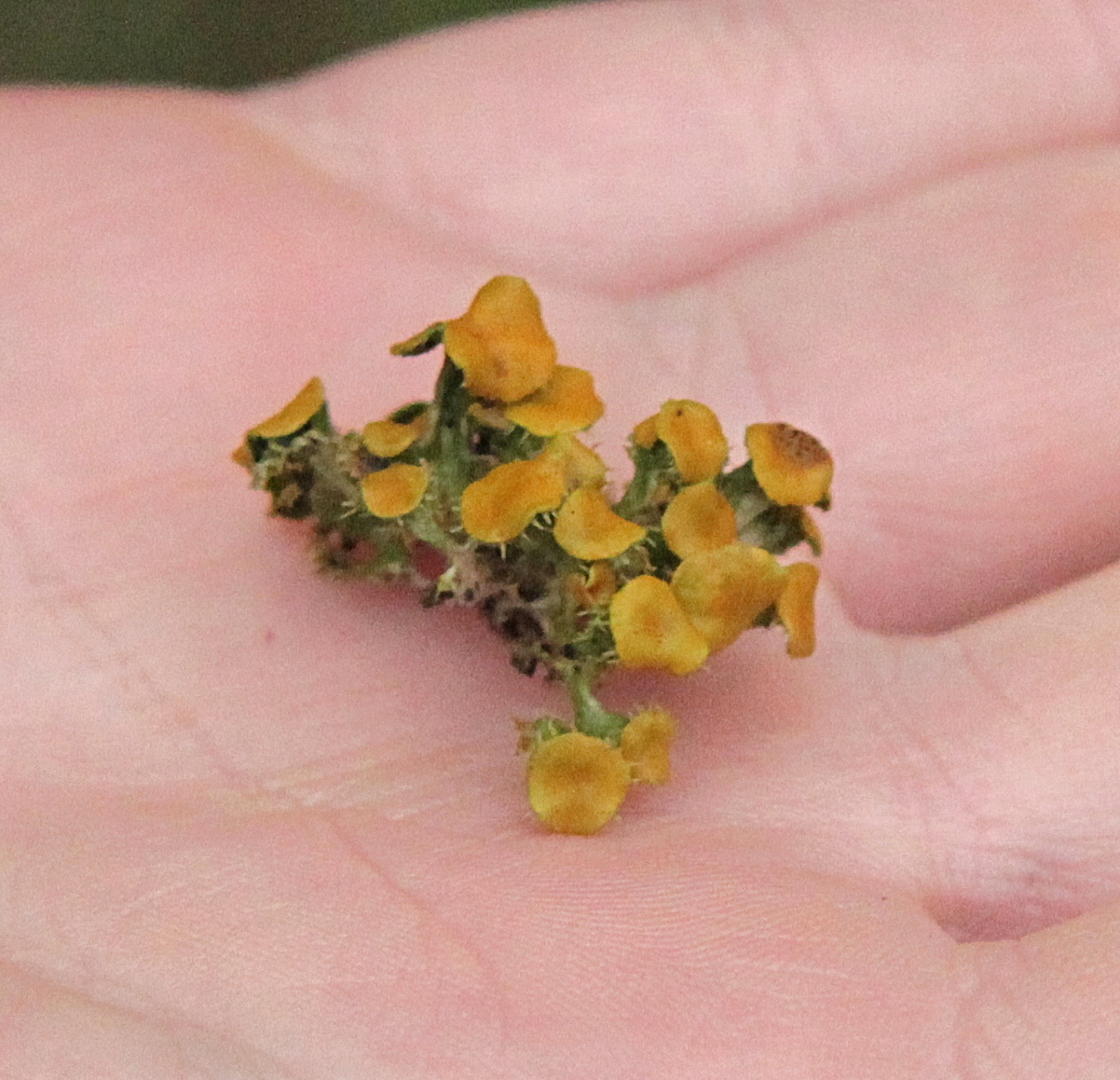
Bladlav med orange apothecier, insamlad nära en ek av arten Quercus agrifolia i Kalifornien.

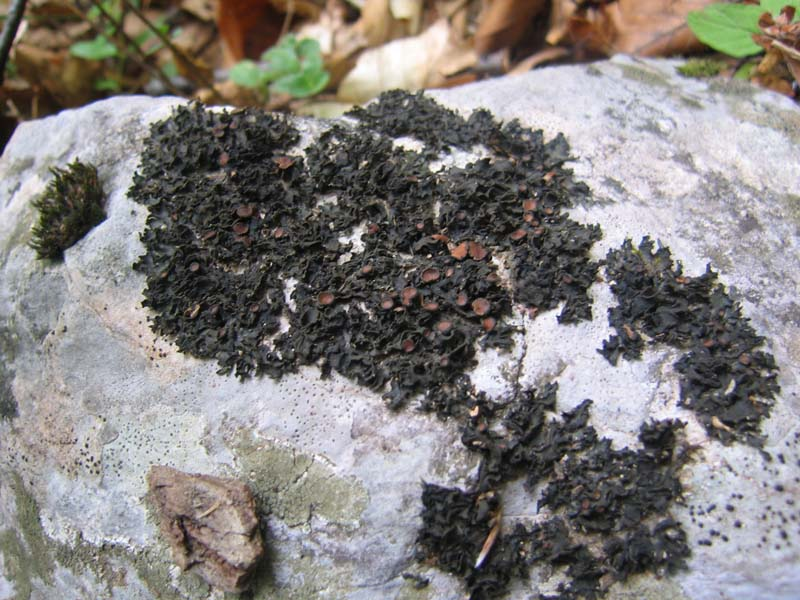
Bladlav på klippa.

- Vägglav (Xanthoria parietina)